# Edda

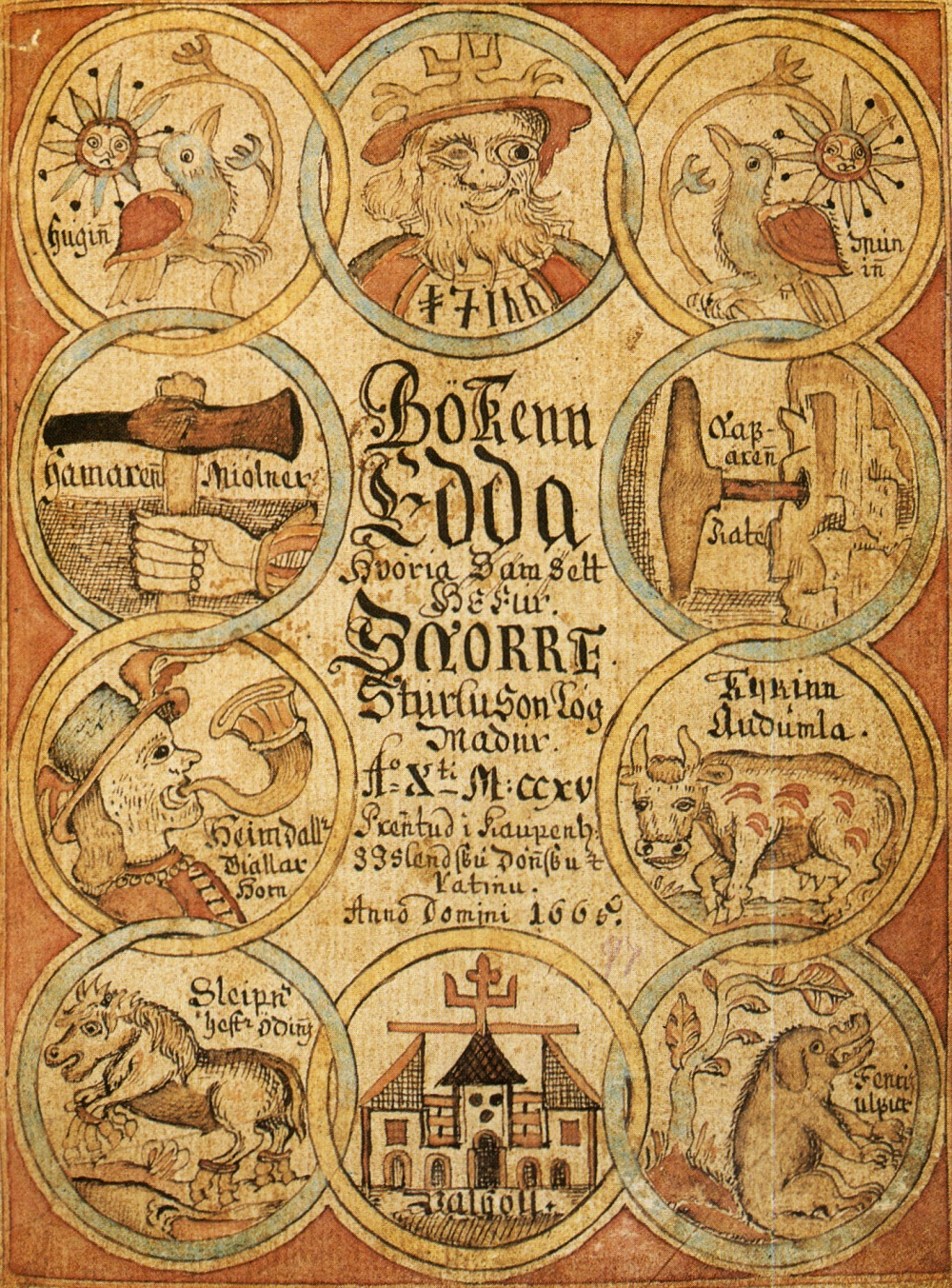
Deckblatt einer isländischen Abschrift der Snorra-Edda aus dem Jahr 1666

Als Edda werden zwei verschiedene, in altisländischer Sprache verfasste literarische Werke bezeichnet. Beide wurden im 13. Jahrhundert im christianisierten Island niedergeschrieben und behandeln skandinavische Götter- und Heldensagen. Trotz dieser Gemeinsamkeiten unterscheiden sie sich ihrem Ursprung nach und im literarischen Charakter.
Ursprünglich kam dieser Name nur einem Werk zu – der Snorra-Edda des Snorri Sturluson († 1241) –, das dieser um 1220 für den norwegischen König Hákon Hákonarson und den Jarl Skúli verfasste. Es ist ein Lehrbuch für Skalden (die altnordische Bezeichnung für „Dichter“) und gliedert sich in drei Teile, deren ersten beiden die mythologischen und sagenmäßigen stofflichen Grundlagen der Skaldendichtung unter Benutzung alter mythologischer Lieder und Heldenlieder in Prosa nacherzählen. Der dritte Teil, das „Strophenverzeichnis“, bringt für jede Strophenform eine Beispielstrophe. In dieses Werk schiebt er oftmals als Beispiele einzelne Strophen oder kurze Strophenfolgen aus alten Liedern ein. So werden hier ganz nebenbei Lieder von ungewissem Alter überliefert.
Das zweite Werk, das als Lieder-Edda bezeichnet wird, wurde erst im späten Mittelalter so benannt, doch der Name hat sich eingebürgert und gilt als die bekanntere Edda: Um 1270 wurde auf Island eine Sammlung von Liedern unterschiedlichen Alters niedergeschrieben. Einige der von Snorri zitierten Strophen stimmen fast wörtlich damit überein. Diese Sammlung überliefert aber ganze Lieder, nicht nur Ausschnitte, und verbindet nur ganz wenige Texte durch Inhaltsangaben in Prosa.
Als Abgrenzung der beiden Werke voneinander werden die Werke in der Literatur als Snorra-Edda und Lieder-Edda bezeichnet. Auf Grund der Annahme, dass die Texte der Lieder-Edda zum Großteil Snorri schon bekannt waren, wird die Lieder-Edda oft auch als „Ältere Edda“ und die Snorra-Edda als „Jüngere Edda“ bezeichnet. Da aber die Liedersammlung wahrscheinlich erst nach dem Erscheinen der Snorra-Edda zusammengestellt wurde, sind diese Namen verwirrend und werden heute vermieden. Es wird auch bezweifelt, dass die Sammlung der Lieder-Edda so alt ist, dass sie schon auf Saemund den Weisen zurückgehen könnte; der Name Sæmundar-Edda, mit dem sie bis zum 19. Jahrhundert oft bezeichnet wurde, ist daher wohl falsch. Da die Snorra-Edda, obwohl ihr fortlaufender Text in Prosa geschrieben ist, sehr viele Strophen als Beispiele enthält, und die Lieder-Edda zwar wenige, aber doch einige Prosatexte zwischen den Strophen enthält, ist es auch ungünstig, die Snorra-Edda als „Prosa-Edda“ und die Lieder-Edda als „Poetische Edda“ zu bezeichnen.
Der Schriftsteller W. Hansen hat in jahrelanger Arbeit den Versuch unternommen, aus Hinweisen der Texte die Orte der Handlung auf Island zu ermitteln, die jeweils durch geologische Besonderheiten ausgezeichnet sind.

## Bedeutung des Namens
Die Etymologie des Wortes Edda ist unsicher. Wahrscheinlich handelt es sich einfach um die nordische Übersetzung des lateinischen Worts editio, zu deutsch Herausgabe, Edition. In der Orkneyinga saga finden wir das isländische Wort Kredda für das lateinische Wort Credo für Glaube, auch christliches Glaubensbekenntnis.

## Lieder-Edda
Die Lieder-Edda, früher auch Sämund-Edda genannt, ist eine Sammlung von Dichtungen unbekannter Autoren. Stofflich werden mythische Motive, sogenannte Götterlieder aus der Nordischen Mythologie, behandelt, und die sogenannten Heldenlieder. In den Heldenliedern werden Stoffe aus der germanischen Heldensage, beziehungsweise der Heldendichtung wiedergegeben. Die Spanne reicht von dem historischen Kontext enthobenen Personen der Völkerwanderungszeit, dem sogenannten Heldenalter, bis hin zu nordischen Bearbeitungen der Nibelungensage.

### Überlieferung
Der älteste und wichtigste Textzeuge der Lieder-Edda ist der vermutlich um 1270 niedergeschriebene Codex Regius der Lieder-Edda. Der Name Codex Regius (lat.: königliche Handschrift) bedeutet, dass der Codex in der königlichen Sammlung in Kopenhagen lag; viele andere Handschriften führen ihn daher ebenfalls, und auch von der Snorra-Edda gibt es einen Codex Regius, dem mit jenem der Lieder-Edda nur der Aufenthaltsort gemein ist. Aufgrund legendarischer Angaben wurde lange angenommen, dass die im Codex Regius der Lieder-Edda gesammelten Texte bereits von Saemundur Sigfusson (1056–1133) erstmals aufgezeichnet wurden, wofür es jedoch keine Anhaltspunkte gibt. Unregelmäßigkeiten der Orthografie zeigen, dass der Codex auf einer Vorlage in der Schreibweise der ersten Hälfte des 13. Jahrhunderts basiert (um 1250 wechselten die Schreibergewohnheiten stark; wer um 1270 einen Text der Zeit vor 1250 abschrieb, mischte unwillkürlich die ihm gewohnte moderne Schreibweise mit der Schreibung der Vorlage). Ältere Spuren schriftlicher Tradition finden sich nicht. Die ältesten darin enthaltenen Lieder gehen vielleicht schon auf Vorstufen aus dem 10. Jahrhundert zurück. Ein noch höheres Alter ist aus sprachgeschichtlichen Gründen (Synkope) nicht anzunehmen. Belege wie Schnitzereien in norwegischen Stabkirchen oder eine Darstellung auf dem schwedischen Ramsundstein (ca. 1030) zeigen, dass der schriftlichen Aufzeichnung zum Teil Jahrhunderte mündlicher Überlieferung vorangingen. Welche Veränderung die älteren Lieder in dieser Zeit erfahren haben, ist unbekannt; die Ansichten über die Datierung der alten Passagen gehen stark auseinander. Die jüngsten Lieder stammen aus dem 12. oder 13. Jahrhundert. Außerhalb des Codex Regius sind noch weitere Lieder und Gedichte überliefert, die aufgrund ihrer Ähnlichkeiten in Stil, Versmaß und Inhalt auch zu den eddischen Liedern gezählt werden.
Die Lieder und Gedichte sind überwiegend in gebundener Form gehalten. Dazwischen finden sich jedoch auch kürzere Prosa-Abschnitte, etwa als Einleitung. Für diesen Wechsel gibt es mehrere Erklärungen. So könnten die Prosastücke verlorengegangene oder bruchstückhafte Verse ersetzt oder vorhandene gekürzt, präzisiert oder modifiziert haben. Sie könnten aber auch von Anfang an vorhanden gewesen sein.

### Das Alter
Die Datierung der Lieder-Edda steht im Zusammenhang mit der religionshistorischen Frage, inwieweit die Lieder-Edda als Dokument und Überlieferung vorchristlicher Zustände herangezogen werden kann. Um eine Datierung vorzunehmen, muss man zwischen literarischer Form und Inhalt unterscheiden. Der späteste Zeitpunkt für beides ist die Zeit der Verschriftlichung im 13. Jahrhundert in Island. Man dachte früher, dass die literarische Form aus dieser Zeit stamme. Bei Ausgrabungen in Bergen wurde dann ein Runenversfragment gefunden, das auf die Zeit um 1200 datiert wird. Seither herrscht die Meinung vor, dass auch die Form bereits zu dieser Zeit vorlag. Der Vers lautet (in Umschrift):
| Heil sér þú ok í hugum góðum. Þórr þik þiggi. Oðinn þik eigi. | Gesund seist du und guten Sinnes. Möge Thor/Donar dich annehmen. Möge Odin/Wodan dich zu eigen machen. |

Liestøl hält diesen Vers für ein eddisches Zitat. Bei der Frage nach dem Alter kann man anhand der Völuspá die Schwierigkeit zeigen: Wenn die Forschung sich auch darüber einig ist, dass dieses Gedicht auf die Zeit um 1000 zurückgeht, so kann daraus doch nicht geschlossen werden, dass um diese Zeit ein Gedicht, das in Form und Inhalt der Völuspá entspricht, bereits vorlag. Wenn man also bestimmte Mytheninhalte archäologisch in wesentlich früherer Zeit nachweisen kann, bedeutet das nicht, dass die überlieferte Dichtung bereits als Element mündlicher Überlieferung bestanden hat.
Nach Sørensen haben die Edda-Gedichte in der überlieferten Form kein wesentlich höheres Alter als ihre Verschriftlichung. Mit Hinweis auf den Fund in Bergen meint er, eine gewisse Variabilität der Dichtung feststellen zu können. Außerdem spreche die Anonymität im Gegensatz zu der Skaldendichtung dagegen. Es sei nie als das Werk eines einzelnen Verfassers betrachtet worden, sondern als ein Material zur freien Verfügung eines jeglichen Dichters, der sich mit dem Stoff befasst habe. Bei Skírnismál kommt man heute dazu, dass es sich um einen vorchristlichen Inhalt handelt, der literarisch neu verarbeitet wurde. Der Dichtung Lokasenna müssen die Mythen, auf die dort Bezug genommen wird und die als bekannt vorausgesetzt werden, bereits vorher in irgendeiner Form in Umlauf gewesen sein. Die Strophen 104 bis 110 der Hávamál handeln davon, wie Odin bei den Riesen durch Gunnlöd den heiligen Met gewann. Die Verse sind aus sich heraus unverständlich und finden ihren mythologischen Zusammenhang erst in Snorris Skáldsskapamál. Auch hier wird die Kenntnis des Zusammenhangs als bekannt vorausgesetzt.
Das Gleiche gilt in besonderem Maße für die Kenningar der Skalden-Gedichte, die den mythologischen Hintergrund ihrer Beschreibungen als bekannt voraussetzen. Sørensen meint, dass die Lieder-Edda genuin (ursprünglich) heidnische Tradition wiedergibt: Zum einen enthalte die Darstellung der Götter keinen Bezug zum Christentum, auch nicht zu christlicher Moral. Zum anderen betont Snorri selbst den scharfen Unterschied zwischen dem, was er niederschreibt, und dem Christentum:

“En ekki er at gleyma eða ósanna svá þessar frásagnir at taka ór skáldskapinum fornar kenningar, þær er höfuðskáld hafa sér líka látit. En eigi skulu kristnir menn trúa á heiðin goð ok eigi á sannyndi þessa sagna annan veg en svá sem hér finnst í upphafi bókar.”

„Die hier erzählten Sagen dürfen nicht vergessen oder Lügen gestraft werden, indem man aus der Dichtkunst die alten Umschreibungen verbannt, an welchen die Klassiker Gefallen gefunden haben. Doch sollen Christenmenschen nicht an die heidnischen Götter und nicht an die Wahrheit dieser Sagen auf andere Weise glauben, als so, wie es im Anfang dieses Buches zu lesen ist.“

Snorri verstand also seine Überlieferung als echt heidnisch und für Christen nicht ungefährlich. Allerdings hat eine einigermaßen geschlossene Kosmologie eines mythischen Universums mit zeitlicher Abfolge der Ereignisse, wie sie in der Völuspá und in Gylfaginning vorliegt, eine Schriftkultur zur Voraussetzung, und es ist durchaus naheliegend, dass diese zusammenhängende Darstellung erst mit dem Codex Regius vollendet wurde. Für die schriftliche Vorläufertradition gibt es zwei Theorien: Andreas Heusler vertrat die Liederheft-Theorie: Es habe ein Odin-Heft mit drei Liedern, ein Spruchheft mit sechs Einzelliedern, die später zur Havamál zusammengefasst worden seien, ein Helgi-Heft mit drei Liedern und ein Sigurd-Heft gegeben, die jeweils getrennt ausgebaut worden seien, bevor sie zur überlieferten Form zusammengefasst worden seien. Gustav Lindblad meint, dass es zwei getrennte Sammlungen gegeben habe, nämlich den Götterliederzyklus und den Heldenliederzyklus.
Laut dem Mediävisten Jürgen Wolf sind die beiden Eddas unter christlichem Einfluss entstanden. Als Quelle für die germanische Religion seien sie „nicht ohne weiteres verwendbar“. Ebenso problematisch sei die Berufung neugermanischer Kreise auf sie.

### Inhaltsübersicht
Die Lieder-Edda enthält 16 Götter- und 24 Heldenlieder. Nachfolgend eine Liste aller im Codex Regius enthaltenen Lieder und Gedichte:
1. Götterlieder
  1. Völuspá (Der Seherin Weissagung)
  2. Hávamál (Des Hohen Lied)
    1. Teil Das alte Sittengedicht
    2. Teil Billings mey (Billungs Maid)
    3. Teil Suttungs mey (Suttungs Maid)
    4. Teil Loddfáfnismál (Loddfafnirs Lied)
    5. Teil Rúnatal þáttr Óðinn (Odins Runenlied)
    6. Teil Ljóðatal (Die Aufzählung Runenlieder)

  3. Vafþrúðnismál (Das Lied von Wafthrudnir)
  4. Grímnismál (Das Lied von Grimnir)
  5. Skírnismál (Skirnirs Ritt)
  6. Hárbarðslióð (Das Harbard-Lied)
  7. Hymiskviða (Das Lied von Hymir)
  8. Lokasenna (Lokis Zankreden) oder Oegisdrecka (Oegirs Trinkgelage)
  9. Þrymskviða oder Hamarsheimt (Das Thrym-Lied oder Des Hammers Heimholung)
  10. Völundarkviða (Das Wölund-Lied)
  11. Alvíssmál (Das Alvislied)
2. Nicht in der Konungsbók (Codex Regius) enthaltene Götterlieder
  1. Hrafnagaldr Óðins (Odins Rabenzauber/wörtl. Rabengalster)
  2. Vegtamskviða oder Baldrs draumar (Das Wegtamslied oder Balders Träume)
  3. Svipdagsmál
    1. Grógaldr (Groas Erweckung)
    2. Fjölsvinnsmál (Das Lied von Fjölsviðr)

  4. Rigsþula (Rigs Merkreihe)
  5. Hyndlulióð (Das Hyndlalied)
    1. Völuspá in skamma – Die kurze Weissagung der Völva 

  6. Gróttasöngr (Grottis Gesang)
3. Heldenlieder
  1. Die Helge-Lieder
    1. Helgakviða Hjörvarðssonar (Das Lied von Helgi dem Sohn Hjörwards)
    2. Helgakviða Hundingsbana fyrri (Das erste Lied von Helgi dem Hundingstöter)
    3. Helgakviða Hundingsbana önnur (Das zweite Lied von Helgi dem Hundingstöter)

  2. Die Nibelungen-Lieder
    1. Sinfiötlalok (Sinfiötlis Ende)
    2. Sigurdarkviða Fafnisbana fyrsta edha Grípisspá (Das erste Lied von Sigurd dem Fafnirstöter oder Gripirs Weissagung)
    3. Sigurðarkviða Fafnisbana önnur (Das zweite Lied von Sigurd dem Fafnirstöter)
    4. Fáfnismál (Das Lied von Fafnir)
    5. Sigrdrífomál (Das Lied von Sigrdrifa)
    6. Brot af Brynhildarkviða (Bruchstück eines Brynhildenliedes)
    7. Sigurdarkviða Fafnisbana thridja (Das dritte Lied von Sigurd dem Fafnirstöter bzw. dessen Sigurðarkviða in skamma)
    8. Helreið Brynhildar (Brynhilds Helfahrt)
    9. Guðrúnarkviða in fyrsta (Das erste Gudrun-Lied)
    10. Drap Niflunga (Mord der Niflunge)
    11. Guðrúnarkviða in önnur (Das zweite Gudrun-Lied)
    12. Guðrúnarkviða in þriðja (Das dritte Gudrun-Lied)
    13. Oddrúnargrátr (Oddruns Klage)
    14. Atlakviða (Das alte Atli-Lied)
    15. Atlamál (Das jüngere „grönländische“ Atli-Lied)

  3. Die Ermenrich-Lieder
    1. Guðrúnarhvöt (Gudruns Aufreizung)
    2. Hamðismál (Das Lied von Hamdir)
4. Nicht in der Konungsbók (im Codex Regius) enthaltene Heldenlieder
  1. Hlöðskviða – Das Hunnenschlachtlied
  2. Hervararljóð – Das Herwörlied
5. Weitere, nicht in der Konungsbók (im Codex Regius) überlieferte Texte:
  1. Sólarlióð Das Sonnenlied

### Die literarische Gattung
Die Edda ist kein durchgängig erzähltes Epos, sondern eine Sammlung von Liedern über verschiedene Themen. Der erste Teil enthält Götterlieder, der zweite Heldenlieder. Im Bereich der Heldenlieder gibt es inhaltliche Überschneidungen; auch deckt sich die Reihenfolge der Liedzusammenstellung nicht immer mit der Chronologie der Ereignisse. Das gilt vor allem für die Heldenlieder der Nibelungensage, die vielfach aufeinander Bezug nehmen und in ihrer Anordnung einer chronologischen und biographischen Logik folgen. Die Verbindung verschiedener Sagenkreise wurde dadurch erzielt, dass man verschiedene Helden miteinander verwandt machte (Ansippung). So wird Brynhild in manchen der Lieder als Schwester Atlis (Attilas/Etzels) dargestellt. Sigurds Witwe Gudrun heiratet Atli (wie auch in der deutschen Überlieferung) und nach dessen Tod noch Jónakr, um auch die Sage von Hamdir und Sörli, als Kinder aus Gudruns dritter Ehe, an die Nibelungensage anbinden zu können. Vor die Nibelungensage wird die Helgisage gestellt, indem man Helgi Hundingsbani (Hundingstöter) zum Halbbruder Sigurds macht.

#### Die Götterlieder
Einige Götterlieder sind als „Wissensdichtung“ angelegt. Das heißt, in ihnen wurde gezielt möglichst viel Wissen in konzentrierter Form dargestellt, um dann von den Dichtern auswendig gelernt und in dieser Form weitergegeben zu werden. Die meisten Wissensgedichte haben dabei die Form eines Dialoges. In einem Wechsel aus Fragen und Antworten, oder einem Wissenswettstreit zwischen zwei Protagonisten, wird das zu vermittelnde Wissen systematisch dargelegt. Ein wichtiges Element der Götterlieder bildet die Spruchdichtung. Hier werden keine mythologischen Begebenheiten, sondern Lebensweisheiten und Verhaltensregeln vermittelt. In der Anordnung der einzelnen Lieder zeigt sich eine deutliche Reihenfolge: Das erste Lied, die Völuspá, behandelt die Vorzeit und die Endzeit der Welt (unter Ausklammerung der „historischen“ Zeit), während nachfolgende Lieder immer spezifischere, abgegrenzte Inhalte haben.

#### Die Heldenlieder
Die Heldenlieder der Edda befassen sich mit verschiedenen germanischen Helden, die großteils so erscheinen, als hätten sie auf dem europäischen Festland zur Zeit der Völkerwanderung gelebt. Die Existenz mancher von ihnen ist geschichtlich nachweisbar; so entspricht zum Beispiel Atli dem Hunnenkönig Attila oder Gunnar Gundahar, dem König der Burgunden. Dies hat größere inhaltliche Überschneidungen mit kontinentalen Heldendichtungen zur Folge, etwa mit dem Nibelungenlied. Obwohl der Codex Regius etwa 70 Jahre jünger ist als die älteste bekannte Handschrift des Nibelungenlieds, werden die Versionen einiger Eddalieder allgemein als ursprünglicher angesehen. Allerdings gehören auch einige der Eddalieder des Nibelungen-Sagenkreises zur jüngsten Schicht (13. Jahrhundert). Im Bereich der Vorgeschichte des Nibelungenhortes und in der Jugendgeschichte Sigurds finden sich Bezüge auf die germanische Mythologie, die sich im Nibelungenlied nicht finden. Auch die Charaktere werden in einigen Eddaliedern archaischer dargestellt, während im Nibelungenlied ein höfischer Gestus vorherrscht.
Die Namen der Charaktere in der Edda sind anders als die vertrauten Namen des Nibelungenlieds: Brünhild heißt Brynhildr, Etzel Atli, Gunther Gunnar, Hagen Hogni, Krimhild Guðrún, Siegfried Sigurðr. Davon sind Atli, Brynhildr, Gunnar und Hogni die lautlichen Entsprechungen der deutschen Namen (für Laien nicht sofort nachvollziehbar: in Attila wird im Deutschen durch Umlaut a vor i der Folgesilbe zu e; tt wird in der Zweiten Lautverschiebung zu tz. Etzel entspricht also der normalen Lautentwicklung von Attila im Deutschen). Sigurd und Gudrun sind dagegen andere Namen für diese Figuren.
Bezeichnend für alle Lieder des Heldenzyklus sind die immer wiederkehrenden Motive von Tapferkeit, Tod, Mord und Rache. Oft werden die Helden von Visionen heimgesucht, entweder in Form von Träumen oder durch die Einwirkung von Sehern oder ähnlichem. Der Heldenliedteil berichtet über den Tod von nicht weniger als 36 Protagonisten. Im letzten Lied des Codex Regius, den Hamðismál, sterben die letzten Vertreter der großen Sippe um Sigurðr und Helgi. Hierin offenbart sich das pessimistische Weltbild der eddischen Heldenlieder.

### Die literarische Form
Vor allem die älteren Lieder, etwa die Hamðismál, zeichnen sich durch äußerste Knappheit sowie schonungslose und primitive Kraft aus. Die Lieder jüngeren Datums dagegen bedienen sich eines realistischeren und ausführlicheren Stils. Sie erreichen allerdings nie die epische Breite, wie es im altfranzösischen und mittelhochdeutschen Versepos üblich ist. Diese Funktion übernehmen in der mittelalterlichen isländischen Literatur die Sagas.
Die eddischen Lieder und Gedichte weisen zwei Hauptversmaße (Fornyrðislag und Ljóðaháttr) und zwei leichte Variationen davon (Málaháttr und Galdralag) auf:
Das Fornyrðislag (Altmärenton) findet v. a. in erzählenden Gedichten Anwendung. Es handelt sich um eine Verbindung von zwei Kurzzeilen mit je zwei Hebungen via Alliteration zu einer Langzeile. Vier Langzeilen bilden eine Strophe.
Der Málaháttr (Spruchton) ist eine etwas schwerere Variante des Fornyrðislag mit fünf statt vier Silben je Vers.
Der Ljóðaháttr (Liedton) findet sich v. a. im Götterliederteil. Für dieses Versmaß findet sich im übrigen germanischsprachigen Raum keine Entsprechung. Im Ljóðaháttr schließen sich nach obigem Muster wieder zwei Kurzzeilen zu einer Langzeile zusammen, gefolgt von einer in sich stabenden Vollzeile mit meist drei Hebungen. Dieses Schema wiederholt sich einmal, woraus sich eine Strophe bildet.
Das Galdralag (Zauberton) ist eine Variante des Ljóðaháttr, bei der eine Vollzeile mit leichter Veränderung wiederholt wird.

## Snorra-Edda („Prosa-Edda“)
Die Snorra-Edda oder „Prosa-Edda“ wurde um 1220 von Snorri Sturluson unter Verwendung alter Überlieferungen zusammengestellt. Sie besteht aus drei Teilen:
- die Gylfaginning („Täuschung des Gylfi“), in der die nordische Götterwelt ausführlich dargestellt wird;
- die Skáldskaparmál („Lehre von der Dichtung“, wörtlich „Skaldschaft“; Skalden nannte man die Berufsdichter), einen Lehraufsatz für Skalden. Er bezieht sich dabei auch auf Lieder, die Teil der Lieder-Edda sind, und zitiert aus ihnen Verse und Strophen. In den Skáldskaparmál werden unter anderem die Kenningar erläutert, dichterische Wortumschreibungen, die meist auf Geschehnisse der Göttersagen anspielen;
- das Háttatal („Strophenverzeichnis“), das für jede Strophenform eine Beispielstrophe bringt. Diese Strophen, die Snorri selbst dichtete, ergeben zusammen ein Preislied auf König Hákon und Jarl (Herzog) Skuli.

### Lieder-Edda-Ausgaben
Textausgaben
- Gustav Neckel (Hrsg.): Edda. Die Lieder des Codex Regius nebst verwandten Denkmälern. Band 1: Text (= Germanische Bibliothek. Reihe 4, Band 9: Texte). 5., verbesserte Auflage von Hans Kuhn. Carl Winter, Heidelberg 1983, ISBN 3-533-03080-6 (Erstauflage 1936; 4., umgearbeitete Auflage 1962, DNB 456507515).
- Hans Kuhn (Hrsg.): Edda. Die Lieder des Codex Regius nebst verwandten Denkmälern. Band 2: Kommentierendes Glossar – Kurzes Wörterbuch. Heidelberg 1936; 3., umgearbeitete Auflage 1968, DNB 456507523.
- Klaus von See u. a. (Hrsg.): Kommentar zu den Liedern der Edda. Winter, Heidelberg.
  - Band 1, Teil 1: Götterlieder (Vǫluspá (R), Hávamál). 2019, ISBN 978-3-8253-6963-7.
  - Band 1, Teil 2: Götterlieder (Vafþrúðnismál, Grímnismál, Vǫluspá (H), Zwergenverzeichnis aus der Gylfaginning). 2019, ISBN 978-3-8253-6963-7.
  - Band 2. Götterlieder (Skírnismál, Hárbarðslióð, Hymiskviða, Lokasenna, þrymskviða). Heidelberg 1997, ISBN 3-8253-0534-1.
  - Band 3. Götterlieder (Vǫlundarkviða, Alvíssmál, Baldrs draumar, Rígsþula, Hyndlolioð, Grottasǫngr). 2000, ISBN 3-8253-1136-8.
  - Band 4. Heldenlieder (Helgakviða Hundingsbana I, Helgakviða Hiǫrvarðssonar, Helgakviða Hundingsbana II). 2004, ISBN 3-8253-5007-X.
  - Band 5. Heldenlieder – Frá dauða Sinfiǫtla, Grípisspá, Reginsmál, Fáfnismál, Sigrdrífumál. 2006, ISBN 3-8253-5180-7.
  - Band 6. Heldenlieder – Brot af Sigurðarkviðo, Guðrúnarkviða I, Sigurðarkviða in skamma, Helreið Brynhildar, Dráp Niflunga, Guðrúnarkviða II, Guðrúnarkviða III, Oddrúnargrátr, Strophenbruchstücke aus der Vǫlsunga saga. 2009, ISBN 978-3-8253-5564-7.
  - Band 7. Heldenlieder – Atlakviða in groenlenzka, Atlamál in groenlenzko, Frá Guðrúno, Guðrúnarhvot, Hamðismál. 2012, ISBN 978-3-8253-5997-3.

Übersetzungen
- Die Götter- und Heldenlieder der Älteren Edda. Übersetzt, kommentiert und hrsg. von Arnulf Krause. Philipp Reclam jun., Stuttgart 2011, ISBN 978-3-15-010828-4.
- Die Edda. Götterdichtung, Spruchweisheit und Heldengesänge der Germanen (= Diederichs gelbe Reihe). Ins Deutsche übertragen von Felix Genzmer. Diederichs, Düsseldorf 1981, München 1997, Weltbild u. a. 2006 (Háv. 154–207), ISBN 3-424-01380-3, ISBN 3-7205-2759-X.
- Die Edda. Nach der Übersetzung von Karl Simrock neu bearb. und eingeleit. von Hans Kuhn. 3 Bände. Reclam, Leipzig 1935–1947, Stuttgart 1997, 2004, ISBN 3-15-050047-8.
- Arthur Häny (Hrsg.): Edda. Götter- und Heldenlieder der Germanen. 5. Auflage. Manesse, Zürich 1995, ISBN 3-7175-1730-9.
- Fritz Paul (Hrsg.): Heldenlieder der Edda in der Übersetzung der Brüder Grimm. Unveröffentlichte Texte aus dem Nachlass. Brüder-Grimm-Museum, Kassel 1992, ISBN 3-929633-17-5.
- Die Edda. Übertragen von Karl Simrock. Hrsg. von Gustav Neckel. Deutsche Buchgemeinschaft, Berlin 1927, OCLC 12900388.
- Die Lieder der älteren Edda (Saemundar Edda) (= Bibliothek der ältesten deutschen Literatur-Denkmäler. Band 7). Hrsg. von Karl Hildebrand. Völlig umgearb. von Hugo Gering. 4. Auflage. F. Schöningh, Paderborn 1922, OCLC 57970324X.
- Die Edda (= Meyers Klassiker-Ausgaben). Übersetzt und erläutert von Hugo Gering. Bibliographisches Institut, Leipzig 1892, OCLC 313020929 (eingeschränkte Vorschau in der Google-Buchsuche).
- Die Edda. Die ältere und jüngere Edda und die mythischen Erzählungen der Skalden. Übersetzt und mit Erläuterungen versehen von Karl Simrock. Cotta, Stuttgart 1851; 10. Auflage. 1896; Phaidon, Essen 1987; Weltbild, Augsburg 1987; Saur, München 1991 (Mikrofiche), ISBN 3-88851-112-7, ISBN 3-598-52753-5.
- Die Edda. Götterlieder, Heldenlieder und Spruchweisheiten der Germanen. Übertragen von Karl Simrock in der Fassung der Erstauflage, 1851; Marix Verlag, Wiesbaden 2011, ISBN 978-3-937715-14-8.
- Ilse Ritter: Weit sehe ich, weit in die Welten all : Götterlieder der Àdda, neu übersetzt von Ilse Ritter, Berlin, PalmArtPress 2021, ISBN 978-3-96258-074-2

### Snorra-Edda-Ausgaben
Textausgaben:
- Finnur Jónsson: Edda. Gad, København 1900, OCLC 46269466 (anderer Titel: Snorri-Edda).

Kommentare:
- Gottfried Lorenz: Snorri Sturluson, Gylfaginning. Texte, Kommentar (= Texte zur Forschung. Band 48). Wissenschaftliche Buchgesellschaft, Darmstadt 1984, ISBN 3-534-09324-0 (Text altisländisch und deutsch; Standardwerk zur Gylfaginning).
- Anthony Faulkes: Edda Prologue and Gylfaginning. Clarendon Press, Oxford; Oxford University Press New York 1982 ff., OCLC 0-19-811175-4 (ungenauer als Lorenz, der für die Gylfaginning vorzuziehen ist, enthält aber dafür auch Skaldskaparmál und Háttatal).

Übersetzungen:
- Die Edda des Snorri Sturluson. Ausgewählt, übersetzt und kommentiert von Arnulf Krause. Bibliographisch aktualisierte Ausgabe. Philipp Reclam jun., Stuttgart 2017, ISBN 978-3-15-000782-2.
- Arthur Häny: Prosa-Edda. Altisländische Göttergeschichten. Manesse, Zürich 2011, ISBN 3-7175-1796-1.
- Altnordische Dichtung und Prosa. Die jüngere Edda mit dem sogenannten ersten grammatischen Traktat / Snorri Sturluson. Übertragen von Gustav Neckel und Felix Niedner (= Sammlung Thule. Band 20). Jena 1925, OCLC 922293743 (vollständige [bis auf den Prolog und einige sicher jüngere Zusätze], aber freie Übersetzung).

### Sekundärliteratur
- Heinz Klingenberg: Hávamál. In: Festschrift für Siegfried Gutenbrunner. Claus Winter, Heidelberg 1972, ISBN 3-533-02170-X, S. 117–144.
- Rudolf Simek: Die Edda. C.H. Beck, München 2007, ISBN 978-3-406-56084-2.
- Rudolf Simek: Religion und Mythologie der Germanen. Konrad Theiss, Stuttgart 2003, ISBN 3-8062-1821-8.
- Kommentar zu den Liedern der Edda. Hrsg. von Klaus von See u. a., Heidelberg (Siehe Textausgaben. Enthält den maßgeblichen kritischen Text der Lieder sowie eine genaue, zuverlässige Übersetzung, einen ausführlichen wissenschaftlichen Kommentar und eine fast vollständige Bibliographie der Forschungsliteratur zu jedem Lied. Standardwerk; mehrere Bände noch fehlend.).
- Gro Steinsland: Det hellige bryllup og norrøn kongeideologie. En undersögelse af hierogami-myten i Skírnísmál, Ynglingatal, Háleygjatal og Hyndluljoð. Solum, Oslo 1991, ISBN 82-560-0764-8.
- Preben Meulengracht Sørensen: Om eddadigtenes alder (Über das Alter der Edda-Dichtung). In: Nordisk hedendom. Et symposium. Hrsg. von Gro Steinsland, Nordiska samarbetsnämnden för humanistisk forskning. Odense Universitetsforlag, Odense 1991, ISBN 87-7492-773-6.

## Einspielungen auf Tonträger (Auswahl)
- Edda: Myths from Medieval Iceland. Sequentia. Ensemble für Musik des Mittelalters, Deutsche Harmonia Mundi/BMG Classics 1999, Nr. 05471-77381, OCLC 56845574.
- Liederedda: GermanenRAP (deutsch & altnordisch). https://heartini.de/liederedda